# Грефендрон
Грефендрон (њем. Gräfendhron) општина је у њемачкој савезној држави Рајна-Палатинат. Једно је од 107 општинских средишта округа Бернкастел-Витлих. Према процјени из 2010. у општини је живјело 120 становника. Посједује регионалну шифру (AGS) 7231042.

## Географски и демографски подаци
Грефендрон се налази у савезној држави Рајна-Палатинат у округу Бернкастел-Витлих. Општина се налази на надморској висини од 230 метара. Површина општине износи 3,1 km². У самом мјесту је, према процјени из 2010. године, живјело 120 становника. Просјечна густина становништва износи 38 становника/km².